# Хибарба
Хибарба — река в Таймырском Долгано-Ненецком и Эвенкийском районах Красноярского края России, левый приток Аякли. Длина реки — 135 км, площадь водосборного бассейна — 3870 км².
Река вытекает из озера Хибарба-Дыл на северо-востоке плато Путорана, на высоте 1386 м над уровнем моря. В верховьях течёт на юг-юго-запад по горной тундре в узком ущелье, разрезающем плоские горные вершины. Приняв сток из озёр Икэн-Кюельлере, поворачивает на северо-запад и север, русло реки расширяется до 20 м, на впадающих ручьях — несколько водопадов, а в долине реки появляется растительность. В нижнем течении направление реки меняется на северо-восточное. Впадает в Аякли слева в 34 км от её устья, на высоте 136 м над уровнем моря. В нижнем течении ширина русла достигает 43 м при глубине 0,4 м, скорость течения — 1,2 м/с.

## Основные притоки
Указаны поименованные притоки длиной 20 км и более.
| Название | Расстояние от устья | Длина | Положение |
| -------- | ------------------- | ----- | --------- |
| Дюгадяк  | 23                  | 57    | левый     |
| Лангама  | 84                  | 25    | правый    |
| Оран     | 85                  | 28    | левый     |
| Канда    | 99                  | 23    | правый    |

## Данные водного реестра
По данным государственного водного реестра России и геоинформационной системы водохозяйственного районирования территории РФ, подготовленной Федеральным агентством водных ресурсов:
- Бассейновый округ — Енисейский
- Речной бассейн — Хатанга
- Речной подбассейн — Хета
- Водохозяйственный участок — Хета
- Код объекта в государственном водном реестре — 17040100112117600021711[4].